# GMC Acadia
O GMC Acadia é um automóvel do tipo SUV grande produzido pela GMC, a primeira geração era montada sobre a plataforma GM Lambda em conjunto com o Saturn Outlook, o Chevrolet Traverse e o Buick Enclave, foi o primeiro veículo da marca a oferecer opção de tração dianteira, o modelo passou por um facelift em 2013, em 2016 foi lançada a segunda geração utilizando a plataforma GM Epsilon.

## Galeria
- Primeira geração (2006-2017)
- Segunda geração (2016-presente)